# Félix Zaccour
Félix Zaccour (* 8. November 1906; † nach 1939) ist ein ehemaliger uruguayischer Fußballspieler.

## Karriere

### Verein
Defensivakteur Zaccour spielte auf Vereinsebene mindestens in den Jahren 1933 und 1939 für Sud América in der Primera División.

### Nationalmannschaft
Zaccour war Mitglied der A-Nationalmannschaft Uruguays, für die er am 5. Februar 1939 und am 12. Februar 1939 zwei Länderspiele absolvierte. Ein Länderspieltor erzielte er nicht. Er gehörte dem Aufgebot Uruguays bei der Südamerikameisterschaft 1939 an.